# هیدروژن دوغاب
هیدروژن دوغاب، آمیخته‌ای از هیدروژن مایع و جامد در نقطهٔ سه‌گانه است که دمایی پایین تر و چگالیی بالاتر از هیدروژن مایع دارد. برای ساخت هیدروژن دوغاب، دمای هیدروژن مایع را پایین می‌آورند و به نقطهٔ ذوب (۱۴٫۰۱ کلوین یا ۲۵۹٫۱۴ سانتیگراد) نزدیک می‌کنند، آنگاه چگالی هیدروژن ۱۶ تا ۲۰ درصد نسبت به هیدروژن مایع افزایش می‌یابد. پیشنهاد شده‌است که این ماده به جای هیدروژن مایع به عنوان سوخت راکت بکار رود تا به این ترتیب وزن خشک (وزن خالص) وسیلهٔ جابجایی کاهش یابد و نگهداری سوخت آسان تر شود.

## تولید
برای تولید هیدروژن دوغاب از یک فرایند سردسازی پیوسته بهره برده می‌شود که در آن هیدروژن مایع در نقطهٔ سه گانه در خلا قرار می‌گیرد سپس از یک یخ شکن که از هیدروژن جامد ساخته شده‌است برای از هم گسیختن رویهٔ هیدروژن یخ زده (هیدروژنی که در مرز نقطهٔ ذوب قرار دارد) استفاده می‌شود.
- چگالی سوخت: ۰٫۰۸۵ g/cm۳
- نقطهٔ ذوب: –۲۵۹ °C
- نقطهٔ جوش: –۲۵۹ °C